# Tsubaki Ōkami-yashiro
Tsubaki Ōkami-yashiro (椿大神社) est un sanctuaire shinto situé dans la ville de Suzuka, préfecture de Mie au Japon. Tsubaki est le principal sanctuaire du kami Sarutahiko no Ōkami et un des plus anciens sanctuaires du Japon. Ame no Uzume, l'épouse de Sarutahiko no Ōkami, est également vénérée au temple.
Le sanctuaire est propriété de la famille Yamamoto depuis quatre-vingt-dix-sept générations.